# Clan Saitō
Pour les articles homonymes, voir Saito.
Le clan Saitō (斎藤氏, Saitō-shi) est un clan japonais originaire de la province de Mino. Le clan émergea lors de la période Sengoku. Au début de cette période, il était relativement puissant. Son dirigeant de l'époque, Saitō Dōsan, attaqua le clan Oda (mené par Nobuhide Oda) mais celui-ci résista. Le clan Saitō s'allia avec le clan Oda en mariant la fille de Dōsan, Nō-hime, au fils de Nobuhide, le célèbre Oda Nobunaga.